# Koreyoshi Kurahara
Koreyoshi Kurahara (蔵原惟繕, Kurahara Koreyoshi) (31 de maig de 1927 - 28 de desembre de 2002) va ser un guionista i director japonès. Potser és més conegut per dirigir Antarctica (1983), que va guanyar diversos premis i va participar al 34è Festival Internacional de Cinema de Berlín. També va codirigir Hiroshima (1995) amb Roger Spottiswoode, que va ser nominat al Primetime Emmy Award a Millor Minisèrie.

## Biografia
Va néixer a Kuching, Regne de Sarawak (ara un estat de Malàisia) a Borneo, d'un enginyer agrícola. La seva família va tornar al Japó quan Kurahara anava a l'escola primària. Era nebot del crític literari Korehito Kurahara i germà gran del director de cinema Koretsugu Kurahara. El seu fill Jun Iwasaki, un antic productor de Ishihara International Productions Inc., és actualment secretari del polític Nobuteru Ishihara.
Mentre era estudiant de cinema a la Nihon University College of Art, es va convertir en un estudiant resident de Kajiro Yamamoto a la introducció d'Ishirō Honda. Quan es va graduar el 1952, es va unir a l'estudi Kyoto de Shochiku i va treballar com a assistent de direcció. Va canviar a Nikkatsu el 1954, treballant principalment com a assistent de direcció en cap d'Eisuke Takizawa.
Va fer el seu debut com a director l'any 1957 amb Ore wa matteru ze, protagonitzada per Yujiro Ishihara, i va guanyar reconeixement pel seu atrevit treball de càmera. i angles. Posteriorment va dirigir nombroses pel·lícules protagonitzades per Ishihara i Ruriko Asaoka.
El 1960 va fer la primera pel·lícula negra japonesa Intimidació i el 1964 va fer la pel·lícula Kuroi taiyō, la història d'un GI negre a la fuga que coneix un fan del jazz japonès amb una banda sonora de la banda de Max Roach amb Clifford Jordan i Abbey Lincoln. La banda sonora es va publicar en CD al Japó només el 2007.
Després de ser autònom el 1967, va dirigir una successió d'èxits de taquilla i obres populars com Eiko e no 5000 Kiro, Kitakitsune monogatari, Seishun no mon i Umi e. La seva pel·lícula de 1983 Nankyoku monogatari (aka, Antarctica) va ser un èxit de 5.900 milions de iens i va mantenir el rècord de taquilla japonès per a una pel·lícula nacional fins que va ser superada per La princesa Mononoke de Miyazaki Hayao el 1997. La pel·lícula va ser adaptada posteriorment a una pel·lícula de 2006, Eight Below que també està dedicada a ell.

## Filmografia

### Pel·lícula
- Ore wa matteru ze (俺は待ってるぜ, 1957)
- Kiri no naka no otoko (霧の中の男, 1958)
- Fūsoku 40 metres (風速４０米 Fūsoku yonjū mētoru, 1958)
- Arashi no naka o tsuppashire (嵐の中を突っ走れ, 1958)
- Dai san no shikaku (第三の死角 ', 1959)
- Dynamite ni Hi o Tsukero (爆薬に火をつけろ, 1959)
- Kaitei kara kita onna (海底から来た女, 1959)
- Jigoku no magarikado (地獄の曲り角, 1959)
- Warera no jidai (われらの時代, 1959)
- Aru kyōhaku (ある脅迫 ', 1960)
- Kyōnetsu no kisetsu (狂熱の季節, 1960)
- Yabure kaburo (破れかぶれ, 1961)
- Kono wakasa aru kagiri (この若さある限り, 1961)
- Umi no shōbuchi (海の勝負師, 1961)
- Arashi wo tsukkiru jettoki (嵐を突っ切るジェット機, 1961)
- Mexico mushuku (メキシコ無宿, 1962)
- Love in Ginza (銀座の恋の物語 ', 1962)
- Ginza no koi no monogatari (憎いあンちくしょう, 1962)
- Garasu no johnny yajû no yō ni miete (硝子のジョニー 野獣のように見えて, 1962)
- Nani ka omoroi koto nai ka (何か面白いことないか, 1963)
- Kuroi taiyō (黒い太陽, 1964) amb banda sonora de Max Roach
- Shûen (執炎, 1964)
- Yoake no uta (夜明けのうた, 1965)
- Ai to shi no kiroku (愛と死の記録, 1966)
- Ai no kawaki (愛の渇き, 1967)
- Eiko e no 5000 kiro (栄光への5000キロ, 1969)
- Hi wa shizumi hi wa noboru (陽は沈み陽は昇る, 1973)
- Ame no Amsterdam (雨のアムステルダム, 1975)
- Kita-kitsune monogatari (キタキツネ物語, 1978) (documental)
- Seishun no mon (青春の門, 1981) (co-dirigida amb Kinji Fukasaku)
- Seishun no mon jiritsu-hen (青春の門 自立篇, 1982)
- Nankyoku monogatari (南極物語, 1983)
- Haru no Kane (春の鐘, 1985)
- Michi (道 Des gens sans importance, 1986)
- Umi e (海へ, 1988)
- Strawberry road (ストロベリーロード, 1991)
- Hiroshima (1995) (co-dirigida amb Roger Spottiswoode)

### Televisió
- Tasukenin Hashiru (1974) episodis 1,6,13,14,21,22,35,36
- Hissatsu Shiokiya Kagyō (1975) episodis 1,6,7,12,15,18,28
- Hissatsu Karakurinin Keppūhen (1976) episodis 1,5,7
- Daitokai (1976–79)